# Кулжинский, Сергей Пантелеймонович
Сергей Пантелеймонович Кулжинский (26 октября [7 ноября] 1880, Полтава — 27 сентября 1947, Кишинёв) — советский украинский агроном, доктор сельскохозяйственных наук, профессор; организатор и первый директор Носовской сельскохозяйственной опытной станции.

## Биография
Родился в Полтаве 26 октября (7 ноября) 1880 года в семье Пантелеймона Ивановича Кулжинского, который был женат на Лидии Андреевнае Белявской. В семье было ещё два сына: Иван и Пётр. Дедом его был педагог и директор гимназий Иван Григорьевич Кулжинский (1803—1884).
Учился в Полтавской гимназии и Харьковской гимназии. В 1903—1907 годах учился на агрономическом отделении Киевского политехнического института, после окончания которого преподавал в Нежинском низшем техническом училище и, одновременно, — естественную историю в Нежинской женской гимназии.
С 1908 года — помощник губернского земского агронома Черниговской губернии. В 1909—1910 годах — агроном Уманского уезда Киевской губернии, заведующий Роменским опытным полем Полтавской губернии, учёный секретарь Роменского сельскохозяйственного общества.
В 1911 году организовал Носовскую сельскохозяйственную опытную станцию Черниговской губернии и по 1930 год был её директором. В условиях мировой и гражданской войн сумел сохранить станцию и её коллектив; научная работа на станции не прекращалась. Изучал сельское хозяйство в научных командировках в США (1921) и Европе (Чехословакия, Германия и Польша, июль-декабрь 1922).
В 1930—1933 годах — директор Долгопрудненского опытного поля (Московская область), в 1934—1944 годах заведовал отделом агротехники во Всесоюзном институте удобрений, агротехники и агропочвоведения им К. К. Гедройца (ВИУАА). Одновременно заведовал кафедрой растениеводства в Плодоовощном институте им. И. В. Мичурина (Мичуринск, 1939—1941), был заместителем директора по научной части Кузнецкой опытной станции (Пензенская область, 1941—1942), сотрудником Сибирского НИИ зернового хозяйства (1943—1944).
С 1944 года заведовал кафедрой растениеводства Кишинёвского сельскохозяйственного института.
Умер 27 сентября 1947 года в Кишинёве, похоронен на Центральном (Армянском) кладбище.

## Научная деятельность
Носовская сельскохозяйственная опытная станция издала 70 выпусков отчётов и брошюр с результатами исследований. Издательская деятельность станции была отмечена на Всесоюзной выставке присуждением диплома 1-й степени (Москва, 1923).
За образцовую организацию Носовской сельскохозяйственной опытной станции квалификационная комиссия Всесоюзной академии сельскохозяйственных наук 9 ноября 1935 г. присудила С. П. Кулжинскому учёную степень доктора сельскохозяйственных наук без защиты диссертации.
Среди его учеников — академик Ф. П. Саваренский, член-корреспондент П. А. Дмитренко, доктора сельскохозяйственных наук и профессора А. П. Редькин, Ф. П. Германов, С. И. Лебедев, И. И. Костров.
Автор более 300 научных и научно-популярных работ по вопросам земледелия, агрохимии, растениеводства и др., опубликованных в ведущих отраслевых периодических изданиях (в том числе: «Хуторянин», «Хозяйство», «Южно-русская сельскохозяйственная газета», «Селянин», «Земельник», «Сельскохозяйственное опытное дело», «Вестник сельского хозяйства», «Сам себе агроном», «Химизации социалистического земледелия»).
В 1947 году, будучи тяжело больным и прикованным к постели, С. П. Кулжинский закончил корректуру своей монографии «Зернобобовые культуры в СССР» и сдал в печать работу «Засуха в Молдавии и меры борьбы с ней». Эти работы были опубликованы уже после смерти Сергея Пантелеймоновича.

### Избранные труды
- Алексеев В. Н., Кулжинский С. П., Едемский И. Ф. Кормодобывание в колхозе : С 46 рис. — М.: Крестьянская газета, 1930. — 122 с. — (Животноводческая библиотека).
- Кулжинский С. П. Агротехническая инструкция по сидерации во влажных субтропиках. — Сухуми: Абгиз, 1937. — 18 с.
- Кулжинский С. П. Бобовые в севообороте как фактор эффективности удобрений // Удобрение в севообороте : [Сб. ст.]. — М.; Л.: Сельхозгиз, 1934. — Т. 1.
- Кулжинский С. П. Бобовые культуры. — М.; Л.: Сельхозгиз, 1934. — 125 с.
- Кулжинский С. П. Будет корм — будет и хлеб : Беседы по борьбе с бескормицей для крестьян северных округов Украины и Центрально-Чернозёмной области РСФСР : С 23 рис. и 17 письмами из крест. практики. — М.: Крестьянская газета, 1929. — 63 с. — (Б-ка Сам себе агроном).
  - . — 2-е изд. — М.: Крестьянская газета, 1929. — 62 с.
- Кулжинский С. П. Влияние присутствия в севообороте клевера и других бобовых на урожайность севооборота и на использование последующими культурами фосфатов. — Киев, 1922. — 11 с. — (Тр. / Носов. с.-х. опыт. станция; Вып.26).
- Кулжинский С. П. Возделывание озимой пшеницы : Для лесостепных и степных районов Союза : С 8 крест. письмами и с 12 рис. — М.: Крестьянская газета, 1930. — 86 с. — (К весеннему севу).
- Кулжинский С. П. Два урожая в одно лето : (О подсевных, поджнивных и смешанных посевах). — М. ; Л.: Гос. изд., 1925. — 44 с.
- Кулжинский С. П. Засуха на Черниговщине и возможные меры борьбы с ней. — Чернигов: Носовская с.-х. опытная станция, 1922.
- Кулжинский С. П. И чернозем любит навоз. — М. ; Л.: Гос. изд., 1925. — 40 с.
- Кулжинский С. П. Искусственные удобрения и клевер : По данным опытов за 1914, 1915, 1916 и 1917 г.г. — Нежин, 1918. — 16 с. — (Тр. / Носов. с-х. опыт. ст. ; Вып.8).
  - . — 3-е изд. — Полтава: Всеукр. гос. изд., 1921. — 16 с.
- Кулжинский С. П. Как без навоза получать высокие урожаи ярового. — Нежин, 1920. — 19 с. — (Тр. / Носов. с.-х. опыт. станция Чернигов. губ. земотд.; Вып.13).
  - Как можно без навоза получить высокие урожаи яровых. — 2-е изд. — Полтава, 1921.
- Кулжинский С. П. Как быстро размножить новые сорта картофеля. — Киев: Киев-печать, 1924. — 28 с. — (Тр. / Н.К.З. Носов. с.-х. опыт. станция им. Пятилетия Октябр. революции. Отд. полеводства; Вып.39).
- Кулжинский С. П. Как можно повысить у нас урожай овса : (По данным опытов с 1912 по 1917 гг.). — 2-е изд. — Полтава: Всеукр. гос. изд-во, 1921. — 36 с. — (Тр. / Носов. с.-х. опыт. станция; Вып.9).
- Кулжинский С. П. Как можно улучшить свои семена и растения. — Полтава: Электр. тип. Д. Н. Подземского, 1913. — 28 с. — (Библиотека «Хуторянина»).
- Кулжинский С. П. Как получить с одного поля два урожая в один год. — Харьков: Союз, 1919. — 32 с. — (С.-х. б-ка).
- Кулжинский С. П. Как после ячменя в то-же лето получить ещё и второй урожай травы-сена : (По данным 1917, 1918 и 1919 гг.). — 2-е изд. — Полтава: Всеукр. гос. изд-во, 1921. — 16 с. — (Тр. / Носов. с.-х. опыт. станция; Вып.14).
- Кулжинский С. П. Как с выгодой засевать толоку. — Нежин, 1920. — 24 с. — (Тр. / Н.К.З. Носов. с.-х. опыт. станция Чернигов. губ. земотд.; Вып.15).
- Кулжинский С. П. Клевер в пару. — М.: Новая деревня, 1925. — 22 с. — (Б-ка крестьянина).
- Кулжинский С. П. Клевер в толоке. — Харьков: Союз, 1918. — 30 с. — (С.-х. б-ка).
- Кулжинский С. П. Клевер в толоке : (По данным опытов с 1914 по 1917 г.г.). — 2-е изд. — Полтава: Всеукр. гос. изд., 1921. — 14 с. — (Тр. / Носов. с.-х. опыт. ст. ; Вып.7).
- Кулжинский С. П. Клевер и искусственные удобрения по данным опытов за 1914, 1915, 1916 и 1917 гг. — 2-е изд. — Нежин, 1918. — (Тр. / Носов. с.-х. опыт. станция; Вып.8).
- Кулжинский С. П. Кормовая морковь по данным опытов 1914, 1915, 1916 и 1917 гг. — Нежин, 1918. — 11 с. — (Тр. / Носов. с.-х. опыт. станция; Вып.6).
  - . — 4-е изд. — Полтава: Всеукр. гос. изд-во, 1921. — 11 с.
- Кулжинский С. П. Кормовые травы на Украине. — М.; Л.: Гос. изд., 1925. — 72 с.
- Кулжинский С. П. Краткие выводы опытного поля. — Нежин: Носов. с/х. опыт. станция, 1921. — 30 с. — (Тр. / Носов. с.-х. опыт. станция; Вып.18).
- Кулжинский С. П. Крестьянские севообороты Украины. — М.; Л.: Гос. изд., 1925. — 28 с.
  - . — М.; Л.: Гос. изд., 1926. — 28 с.
- Кулжинский С. П. Кукуруза в поле по данным опытов за 1914, 1915, 1916 и 1917 гг. — Нежин, 1918. — (Тр. / Носов. с.-х. опыт. станция; Вып.5).
  - . — 2-е изд. — Нежин: Типо-лит. «Печатник» бывш. Меленевского, 1919. — 24 с.
- Кулжинский С. П. Некоторые отличительные черты полеводства северной окраины черноземов : Юг Черниговщины. — Нежин, 1921. — 54 с. — (Тр. / Носов. с.-х. опыт. станция; Вып.17).
- Кулжинский С. П. О люпине. — Нежин: типо-лит. насл. В.К. Меленевского, 1915, 1915. — 36 с. — (Тр. / Носов. с.-х. опыт. станция; Вып.54. Изд. также под загл.: Чем заменить навоз на песчаных землях).
  - Чем заменить навоз на песчаных землях : (О люпине). — М.: Гос. изд., 1925. — 38 с.
- Кулжинский С. П. Однолетние и многолетние люпины на зерно. — М.: Сельхозгиз, 1933. — 37 с.
- Кулжинский С. П. Озимая пшеница. — М.: Крестьянская газета, 1930. — 96 с. — (К осеннему севу).
- Кулжинский С. П. Проект основной программы Южного опытного поля Черниговского губ. земства. — Чернигов: тип. Черниг. губ. земства, 1911. — 16 с.
- Кулжинский С. П. Работа на коровах. — Киев: Опыт. ст., 1923. — 11 с. — (Тр. / Н.К.З. Носов. с.-х. опыт. ст. Экон. отд. ; Вып.34).
- Кулжинский С. П. Результаты опытов по изучению форсированного размножения картофеля. — Киев: Носов. с.-х. опыт. станция, 1928. — 36 с. — (Тр. / УССР. НКЗС. Носов. с.-х. опыт. станция им. пятилетия Октябрьской революции.; Отд. полеводства ; Вып. 59).
- Кулжинский С. П. Сила действия минеральных удобрений и навоза в различных севооборотах и ротациях их : Данные за период 1912-1926 гг. — Нежин: Носов. с.-х. опыт. станция, 1927. — 47 с. — (Тр. / Носов. с.-х. опыт. станция им. пятилетия Октябрьской революции.; Отд. полеводства ; Вып. 51).
- Кулжинский С. П. Успехи сельского хозяйства. — Харьков: Союз, 1918. — 126 с. — (С.-х. б-ка).
- Кулжинский С. П. Успехи сельского хозяйства. — Харьков: Изд. отд. Нар. ком. зем., 1923. — 108 с.
- Кулжинский С. П. Что дает на Черниговщине введение в севооборот красного клевера и удобрение суперфосфатом и томас-шлаком. — Чернигов: Чернигов. губземотд., 1922. — 16 с. — (Тр. / Н.К.З. Чернигов. губземотд. Носов. с.-х. опыт. ст. ; Вып.28).
- Кулжинский С. П. Яровая вика : (По данным опытов с 1912 по 1918 гг.). — 2-е. — Полтава: Всеукр. гос. изд-во, 1918. — 24 с. — (Тр. / Носов. с.-х. опыт. станция; Вып.12).
  - Посевы яровой вики на сено и на зерно : Результаты опытов за 1912 г. — 2-е изд. — Полтава, 1921.
- Кулжинский С. П., Рогоза И. Д. Сводный отчет по полевым опытам за 1911-1926 годы. — Киев: Носов. с.-х. опыт. станция, 1929. — 424 с. — (Тр. / Носов. с.-х. опыт. станция им. пятилетия Октябрьской революции.; Отд. полеводства ; Вып. 72).

## Награды и признание
- Герой Труда (1922)
- Заслуженный деятель науки и техники Молдавской ССР (1946).

### Семья
Первая жена — Лидия Григорьевна; у них дочь — Ольга.
Вторая жена — Нина Александровна, урождённая Денисенко; их сыновья: Сергей и Александр.

## Память
16 декабря 2011 г. к 100-летию со дня основания Носовской станции на её здании открыта мемориальная доска С. П. Кулжинскому.